# Sluitervertraging

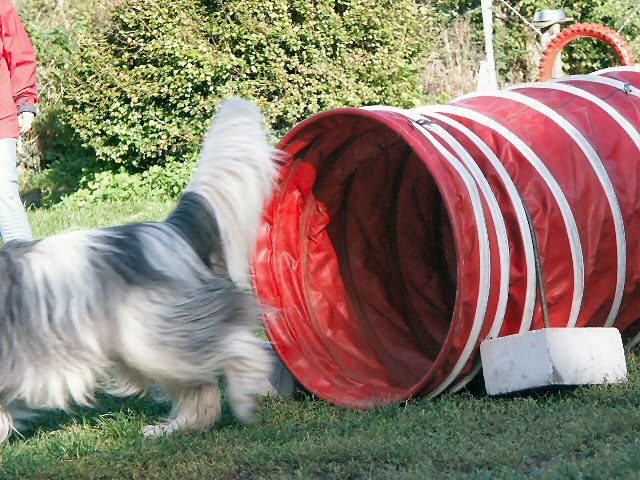
Voorbeeld van een storende sluitervertraging: De camera drukt pas af op het moment dat de hond al deels uit het beeld is verdwenen.

De sluitervertraging of ontspanvertraging is de tijd die een fotocamera nodig heeft tussen het moment dat de sluiterknop wordt ingedrukt en het moment dat de camera begint met de daadwerkelijke foto-opname. In deze tijd activeert de camera de sluiter om de sensor te belichten en de foto te maken.

## Oorzaken
De sluitervertraging is afhankelijk van de bouw en techniek van de camera. De camera kan daarbij gebruik maken van verschillende mechanische of elektronische onderdelen.

### Mechanica
Het drukken op de knop zet zowel bij analoge als digitale camera's een reeks mechanische processen in gang:
- in een aantal oudere meetzoekercamera's wordt de centraalsluiter gespannen;
- bij camera's met autofocus stelt een motor de ingestelde brandpuntsafstand in;
- in sommige meetzoekercamera's en in alle spiegelreflexcamera's met lichtmeting wordt het gebruikte diafragma ingesteld;
- bij eenogige spiegelreflexcamera's met een opklappende spiegel wordt deze uit de stralengang geklapt;
- bij spiegelloze digitale systeemcamera's wordt de voor het onderwerp in de elektronische zoeker steeds geopende spleetsluiter eerst gesloten en wordt de beeldsensor afgedekt.

Pas dan kan de sluiter worden geopend en de werkelijke belichting beginnen.

### Elektronica
De lichtmeting en -instelling gebeurt bij moderne camera's zo goed als meteen. Sommige spiegelreflexcamera's corrigeren de belichtingsinstellingen echter nogmaals direct na het sluiten van het lensdiafragma en stellen daarbij een korte vertragingstijd in. In het geval van de Minolta XD-serie is dit bijvoorbeeld 60 ms. Bij moderne camera's bedraagt de vertraging na het beëindigen van de scherpstelling met alle andere mechanische vertragingen doorgaans minder dan 200 ms en deels behoorlijk minder dan 100 ms.

### Invloed van de autofocus
Bij moderne digitale camera's wordt de sluitervertraging feitelijk bepaald door de snelheid van de autofocus. Hierbij zijn er echter significante verschillen, waarbij duidelijk onderscheid is tussen contrastdetectie en fasedetectie. De benodigde tijd voor de scherpstelling komt daar nog bij.
De oudere fasedetectiemethode, die reeds bij analoge camera's werd toegepast, werkt met afzonderlijke sensoren volgens een driehoeksmeting en kan in de meeste gevallen de cameralens direct aanpassen aan het gewenste onderwerp, aangezien de vereiste aanpassingsrichting direct uit de meetmethode volgt. De meeste digitale spiegelreflexcamera's en alle analoge camera's met passieve autofocus werken op basis van deze techniek. Ook waren er in het verleden enkele digitale compactcamera's met een extra fasesensor op de markt. Camera's met fasedetectie kunnen afhankelijk van de gebruikte lens en de lichtomstandigheden meestal insteltijden van minder dan een halve seconde bereiken, soms minder dan 100 ms.
Bij gebruik van de contrastdetectiemethode analyseert de camera continu het door de camerasensor gegenereerde beeld. Naast de aanzienlijk grotere berekeningscomplexiteit heeft dit als nadeel dat de autofocus zich onder wisselende omstandigheden continu moet aanpassen om de juiste instelling te bereiken. Bij ongunstige lichtomstandigheden kan sterke beeldruis de autofocus ook nadelig beïnvloeden. Met eenvoudige digitale camera's kan dit proces zelfs bij goede belichting enkele seconden duren. Ook hoogwaardige camera's hebben een aanzienlijk langere tijd nodig dan camera's met fasedetectie. Ook de autofocus in de Liveview-modus van de meeste spiegelreflexcamera's werkt met contrastdetectie en is dus relatief traag.
Sinds eind 2012 zijn er systeemcamera's op de markt die de nadelen van contrastdetectie oplossen door middel van in de beeldsensor geïntegreerde fasesensoren.   Deze bereiken daarmee kortere sluitervertragingen die vergelijkbaar met spiegelreflexcamera's.

## Richtlijnen
De huidige digitale spiegelreflexcamera's hebben doorgaans vertragingstijden van 0,2-0,5 seconden, maar de sluitervertraging van digitale compactcamera's kan afhankelijk van het model en de opnameomstandigheden oplopen tot meer dan een seconde.
Het bedrijf Ricoh omzeilde het probleem met enkele modellen door een zogenaamde hybride autofocus. Daarbij wordt een extra autofocussensor gebruikt, die onafhankelijk werkt van de opname-CCD en reeds vele jaren bekend is bij de conventionele autofocuscamera's. Onder normale opnameafstanden kan deze techniek een vertraging van minder dan 0,1 seconden bereiken. In de close-up en macro-opname werkt deze methode niet, omdat de camera's de CCD dan relatief langzaam analyseren.
Informatie over de sluitervertraging ontbreekt vaak in de productopgaves van camerafabrikanten. Realistische gegevens kunnen meestal alleen worden aangetroffen in onafhankelijke testrapporten. Als fabrikanten deze gegevens wel publiceren, wordt met sluitervertraging meestal de sluitervertraging bedoeld na het focussen bedoeld, aangezien er voor de volledige sluitervertraging geen vaste waarde kan worden bepaald door de invloed van verschillende opnameomstandigheden en het gebruik van verschillende lenzen.

## Oplossingen
Sluitervertraging bemoeilijkt het nemen van spontane foto's of kiekjes en kan het zelfs onmogelijk maken. Er zijn echter manieren om dit te vergemakkelijken:
- Proberen te anticiperen op een potentiële fotografische situatie door een fractie voordat de gewenste afbeelding daadwerkelijk optreedt reeds de sluiter in te drukken.
- Het toestel van tevoren instellen op serieopnames (burst) en één of enkele seconden eerder te beginnen met fotograferen. Hierbij moet echter rekening worden gehouden met het aantal beelden per seconde dat de camera kan schieten, anders is het buffergeheugen van de camera vol voordat de gewenste afbeelding kan worden vastgelegd.
- De meeste digitale camera's hebben een sluiterknop met twee standen: Als de knop half wordt ingedrukt, worden de focus en de belichting opgeslagen. Alleen door de knop volledig in te drukken wordt de opname daadwerkelijk gemaakt met slechts een zeer korte vertraging. In afwachting van een interessante situatie kan door de knop half in te drukken de vertraging dus worden verkleind.
- Enkele digitale compactcamera's hebben een momentopname-instelling, waarbij de lens op een gemiddelde afstand wordt vastgezet, meestal de hyperfocale afstand, zodat bijvoorbeeld vanaf een afstand van ongeveer twee meter 'alles scherp' is. De vertraging door de autofocus wordt hiermee geëlimineerd. Deze techniek kan echter bij alle camera's worden gebruikt bij gebruikmaking van lenzen met handmatige scherpstelling.
- Sommige camera's ondersteunen een functie genaamd focus trap (of trap focus), waarmee de camera handmatig kan worden ingesteld op een bepaald punt en bijna zonder vertraging afdrukt wanneer een bewegend object dat punt passeert.